# كفر الجلايلة
قرية كفر الجلايلة هي إحدى القرى التابعة لمركز الإبراهيمية في محافظة الشرقية في جمهورية مصر العربية. حسب إحصاءات سنة 2006، بلغ إجمالي السكان في كفر الجلايلة 1863 نسمة، منهم 934 رجل و929 امرأة.